# Club Voleibol Haris
O Club Voleibol Haris, é uma equipe esponhola de voleibol masculino e com time profissional feminino da cidade de San Cristóbal de La Laguna, província de Santa Cruz de Tenerife, da comunidade autónoma das Canárias.

## Histórico
O Club Voleibol Haris foi fundado em 3 de agosto de 2011, visando oferecer a oportunidade para prática do voleibol, investindo recursos humanos e materiais para o desenvolvimento da modalidade e atletas, com projeto voltado também para a juventude, convivendo em ambiente, humildade, saudável e respeitoso, cujo pilares, ou seja, os valores são: humildade - atitude - respeito - ilusão - sonho. O clube está comprometido com os cidadãos de Tenerife, objetivando oferecer a comunidade todo suporte possível através das atividades, havendo inclusão e orgulho por parte destes, com a promoção de torneios e unidades.. 
Na temporada 2014-15, obteve o título da Copa da Princesa em 2015 e campeão da Superliga A2,; no período de 2015-16 foi vice-campeão da Superliga A1 e terceiro posto na Copa da Rainha de 2016. Na jornada esportiva de 2016-17, obteve pela primeira vez o título da Supercopa da Espanha de 2016, outra vez foi vice-campeão da Superliga A1 e conquistou o primeiro título da Copa da Rainha em 2017, estreou na Challenge Cup (CEV) e terminou na décima sétima posição.. 
No período de 2017-18, foi vice-campeão da Supercopa da Espanha em 2017, pela terceira vez consecutiva foi vice-campeão da Superliga A, terceira posição na Copa da Rainha de 2018.Nas competições de 2018-19, novamente o vice-campeonato na Supercopa Espanhola de 2018, o mesmo ocorrendo na Copa da Rainha de 2019 e na Superliga A1 terminou na quarta posição, e disputou a Challenge Cup na referida jornada.
Na temporada de 2019-20, disputou a Copa CEV e avançou até as oitavas de final, foi vice-campeão da Supercopa Espanhola de 2019 e o campeonato nacional foi suspenso devido a pandemia da COVID-19. Na temporada seguinte terminou em terceiro na Superliga A1.Em 2021-22, conquistou o vice-campeonato na Challenge Cup, sagrou-se campeão da Superliga A1 pela primeira vez. Na jornada 2022023 sagrou-se bicampeão da Supercopa Espanhola em 2022, qualificou-se para a Liga dos Campeões da Europa.

## Títulos

### Campeonatos internacionais
Mundial de Clubes
 Liga dos Campeões
 Taça CEV
 Taça Challenge
- Vice-campeão:2021-22

### Campeonatos nacionais
- Campeão:2021-22
- Vice-campeão:2015-16, 2016-17, 2017-18,
- Terceiro posto:2020-21
- Quarto posto:2018-19

- Campeão:2014-15

 Copa de la Reyna
- Campeão: 2017
- Vice-campeão:2019
- Terceiro posto:2016, 2018

 Copa de la Princesa
- Campeão: 2015

 Supercopa Espanhola
- Campeão: 2016, 2022
- Vice-campeão:2017, 2018, 2019